# Питтони, Вильсон
Ви́льсон Ома́р Питто́ни Родри́гес (исп. Wilson Omar Pittoni Rodríguez; 14 августа 1985 в Сан-Антонио, Парагвай) — парагвайский футболист, полузащитник клуба «Гуарани» из Асунсьона.

## Биография
Вильсон Питтони, чьим родным городом является Сан-Антонио, в 2008 году попал в клуб «Либертад». В 2009 году он играл за клубы «Соль де Америка» и «Такуари». В следующем году он вернулся в «Либертад». В том сезоне Питтони сыграл тридцать шесть игр в Первом дивизионе и забил два гола, что позволило команде выиграть Клаусуру 2010. В конце 2010 года он перешёл в клуб бразильской Серии A «Фигейренсе».
В январе 2013 года Питтони перешёл в асунсьонскую «Олимпию». Помог команде дойти до финала Кубка Либертадорес 2013, будучи одним из лидеров команды. Забил в турнире 3 гола — 2 в ворота «Депортиво Лары» на групповой стадии, а также гол со штрафного удара в ворота «Атлетико Минейро» в первом финальном матче. Счёт стал 2:0, однако в ответном матче бразильцы сумели победить с таким же счётом, а затем одержать верх и в серии пенальти.
В первой половине 2014 года выступал за бразильскую «Баию», затем на правах аренды вновь играл за «Олимпию». Вернулся в Салвадор 1 января 2015 года.
В августе 2011 года Питтони был вызван тренером Франсиско Арсе в национальную сборную.

## Титулы и достижения
- Чемпион Парагвая (4): 2007 (Клаусура), 2008 (Апертура), 2008 (К), 2010 (К)
- Финалист Кубка Либертадорес (1): 2013